# Giovanni Battista Zappi (generale)
Il marchese Giovanni Battista Zappi (Imola, 2 giugno 1816 – Firenze, 28 dicembre 1885) è stato un generale italiano.

## Biografia
Giovanni Battista Zappi entrò a vent'anni nell'esercito austriaco; divenne capitano degli Ulani (cavalleria). Nel 1848 si sposò con la figlia di un generale austriaco, ma due anni dopo lasciò l'Austria per entrare nell'esercito pontificio. Qui fece una brillante carriera militare come maggiore istruttore nel reggimento dei Dragoni (cavalleria) nel 1851, poi colonnello e generale di brigata nel 1860.
Membro dello Stato maggiore dell'esercito pontificio, Zappi partecipò alle principali battaglie combattute dall'esercito fino alla Presa di Roma.
Nel 1866, dopo la partenza dei francesi da Roma, l'esercito pontificio fu riorganizzato dal pro-ministro delle Armi Hermann Kanzler. Le forze furono suddivise in due brigate; una di esse, quella a difesa dell'Urbe, fu affidata a Zappi.
Il primo fatto d'arme in cui Zappi fu impegnato nel nuovo ruolo fu la campagna dei garibaldini per la conquista di Roma. Zappi ebbe il comando di 5500 uomini (tra cui il reggimento degli Zuavi pontifici; suo vice fu il colonnello Lopez. I garibaldini furono fermati presso Mentana e sconfitti da Kanzler e dalle truppe francesi.
Nel settembre 1870 Zappi partecipò alla difesa di Roma, posta sotto attacco da parte dell'esercito italiano. Pio IX ordinò a Kanzler di arrendersi alla prima manifestazione di offesa italiana sotto la cinta muraria esterna, cosa che avvenne la mattina del 20 settembre. Fu proprio il generale Zappi a dare comunicazione al pro-ministro che presso Porta Pia era stata aperta una breccia.
Dopo la fine dello Stato Pontificio Zappi, come Kanzler, continuò a mantenere simbolicamente la propria carica militare.

## Discendenza
Giovan Battista Zappi ebbe due figli:
- Luigi (1854-1932), fu sindaco di Imola dal 1885 al 1889, venne eletto deputato al parlamento per il partito liberale moderato e fu nominato senatore nel 1910;
- Virginia (1855-1915), andò in sposa con il conte Giuseppe Murri di Faenza.